# Gustavo Barrios
Gustavo Barrios (Buenos Aires) é um escritor, professor e roteirista argentino. Tornou-se conhecido por ser o autor principal da telenovela Camaleones, além de colaborar nos textos de Chiquititas e Campeones de la vida.

## Obras
- Camaleones (2009)
- La ley del amor (2006)
- Campeones de la vida (2006)
- Una familia especial (2006)
- Kachorra (2002)
- 1000 millones (2002)
- Ilusiones (compartidas) (2000)
- Campeones de la vida (2000)
- Cómplices (1998)
- Gasoleros (1998)
- Chiquititas (1995)
- Grande Pá! (1992)
- Vivir mata (1991)
- Amigos son los amigos (1988)